# Zinkviooltje
Zinkviooltje (Viola lutea subsp. calaminaria, synoniem: Viola calaminaria) is een ondersoort van Viola lutea. De plant komt van nature voor in Kelmis (La Calamine) in de Belgische provincie Luik. De plant heeft zich aangepast aan een overmaat aan zink, afkomstig van een oude mijnsteenberg van een vroeger mijnbouwbedrijf.
De soort komt ook voor langs de Geul, bij Epen, waar het net de Nederlandse grens bereikt. Het zink in het gebied langs de Geul is afkomstig van de zinkmijnen die tussen 1860 en het begin van de twintigste eeuw in België geëxploiteerd werden. Op het oude mijnterrein tussen Plombières en Moresnet liggen nog steeds zinkhoudende slakken. Ook in Kelmis liggen zinkhoudende mijnsteenbergen. Het zink wordt deels getransporteerd als wegwaaiend stof, zodat de omgeving rijp werd voor zinkverdragende en zinkminnende soorten, deels door het riviertje de Hohn, dat gedurende zijn loop ook zinkhoudende lagen aangesneden heeft, en dat in de Geul uitmondt.
De voormalige mijnzetel van Plombières is een natuurreservaat geworden en rond juni bloeien de zinkviooltjes er overvloedig. Ze kwamen daar van nature al voor, voordat de mijnexploitatie begon. Het was een aanwijzing dat er zink in de grond zat. Ook langs het riviertje de Vesder heeft zinkviooltje nog groeiplaatsen. De soort komt ook in Duitsland bij Aken voor. Verder is er een groeiplaats in Oost-Westfalen waar een variëteit met blauwe bloemen voorkomt. Maar dat is dan ook het hele verspreidingsgebied. Het viooltje heeft nergens anders ter wereld noodzaak aan die aanpassing gevonden.
Zinkviooltje wordt in Nederland wettelijk beschermd en staat op de Nederlandse Rode lijst van planten als zeer zeldzaam en sterk afgenomen. Een van de bedreigingen voor zinkviooltje is kruisbestuiving door tuinviooltjes.

## Determinatie
De plant wordt 10–40 cm hoog, vormt wortelstokken en bloeit van april tot in juli. De gele of soms voor een deel blauwpaarse bloemkroon van zinkviooltje is 2–2,5 cm groot en het heeft 7–9 mm lange kelkbladen. De spoor steekt 1-3 mm buiten de kelkaanhangsels uit. De onderste bladeren van de plant zijn eirond en de bovenste bladeren zijn smaller. De steunblaadjes zijn handvormig gedeeld, waarbij de eindslip niet veel langer is dan de zijslippen. De vrucht is een doosvrucht met kleppen. Het zaad is 1,80 mm lang en 1,10 mm breed. Het aantal chromosomen is 2n = 48.

## Fotogalerij

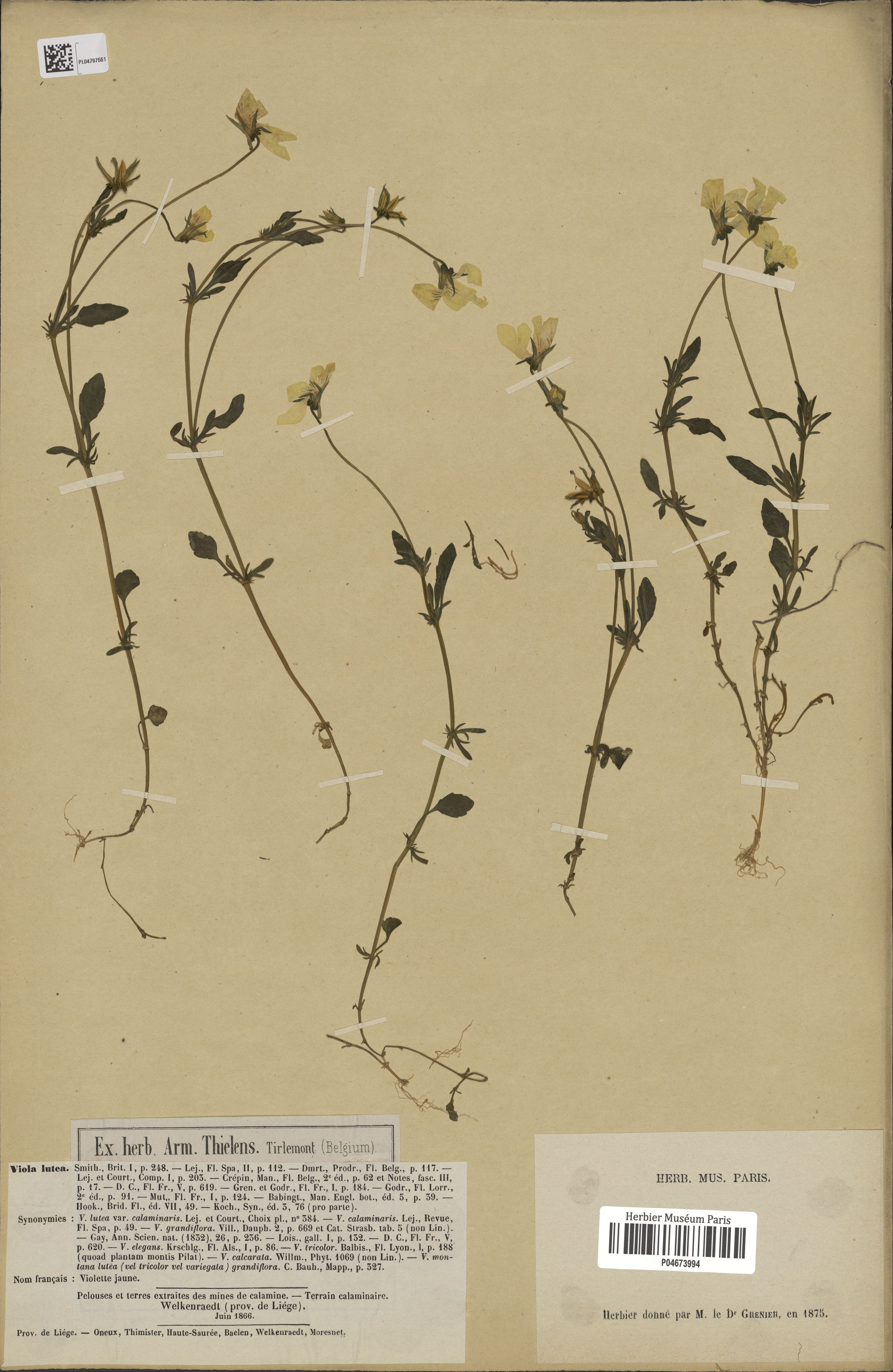
Herbarium
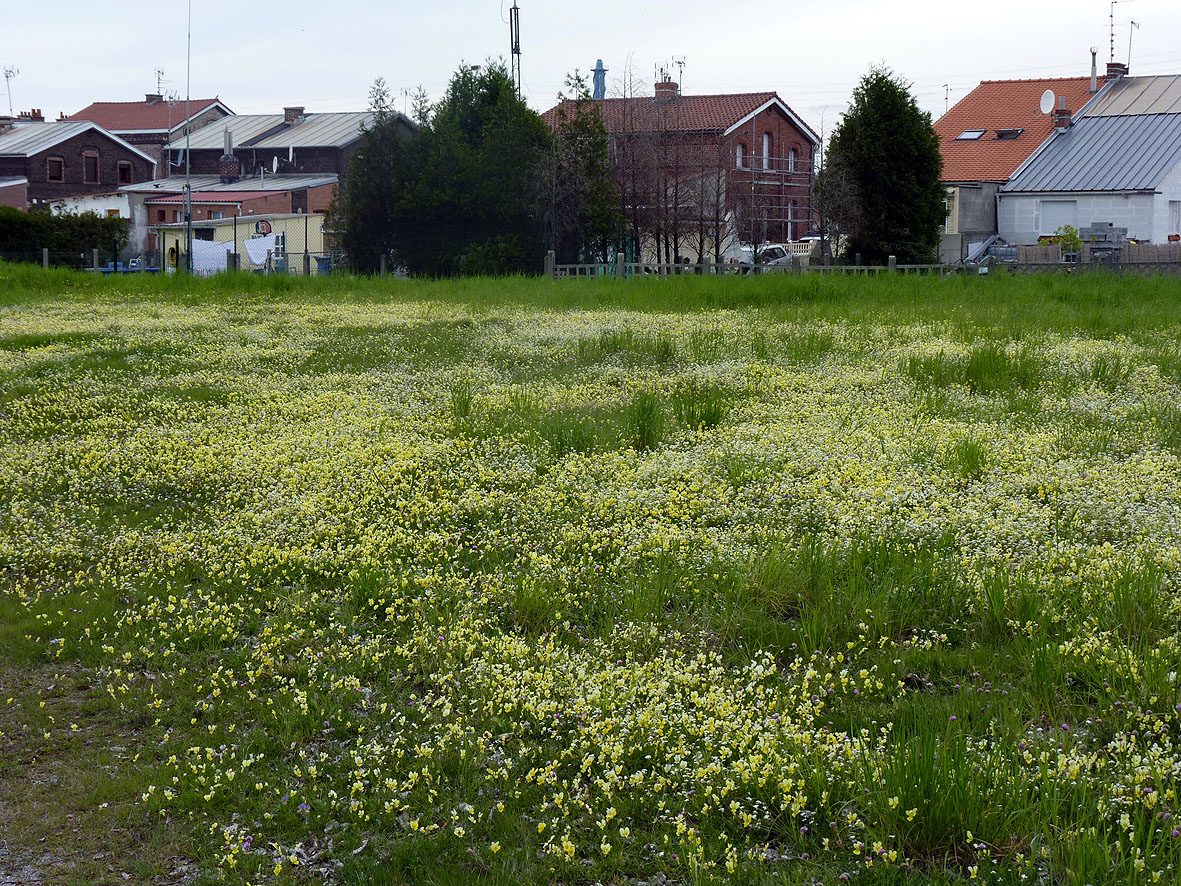
Standplaats Auby
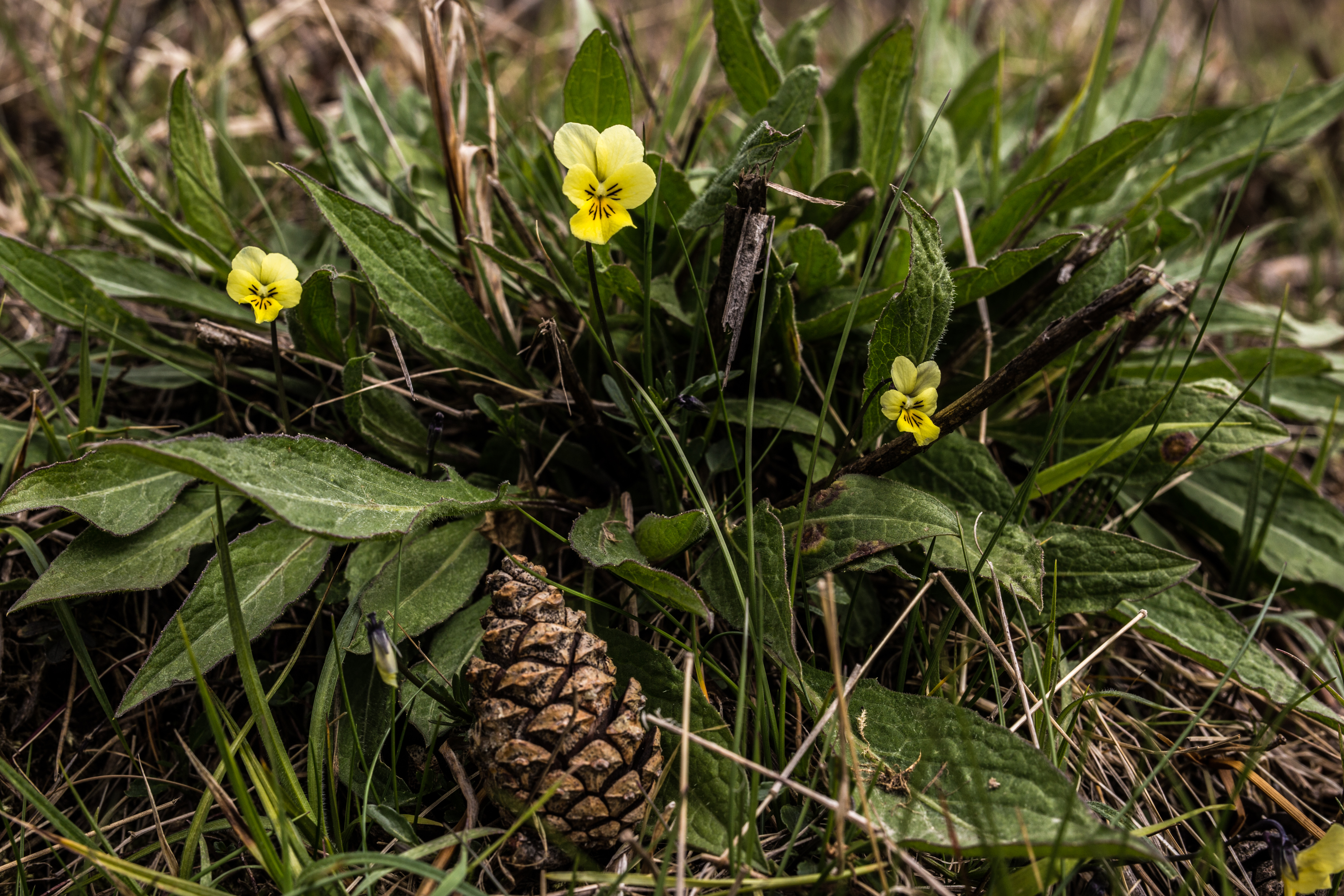
Plant
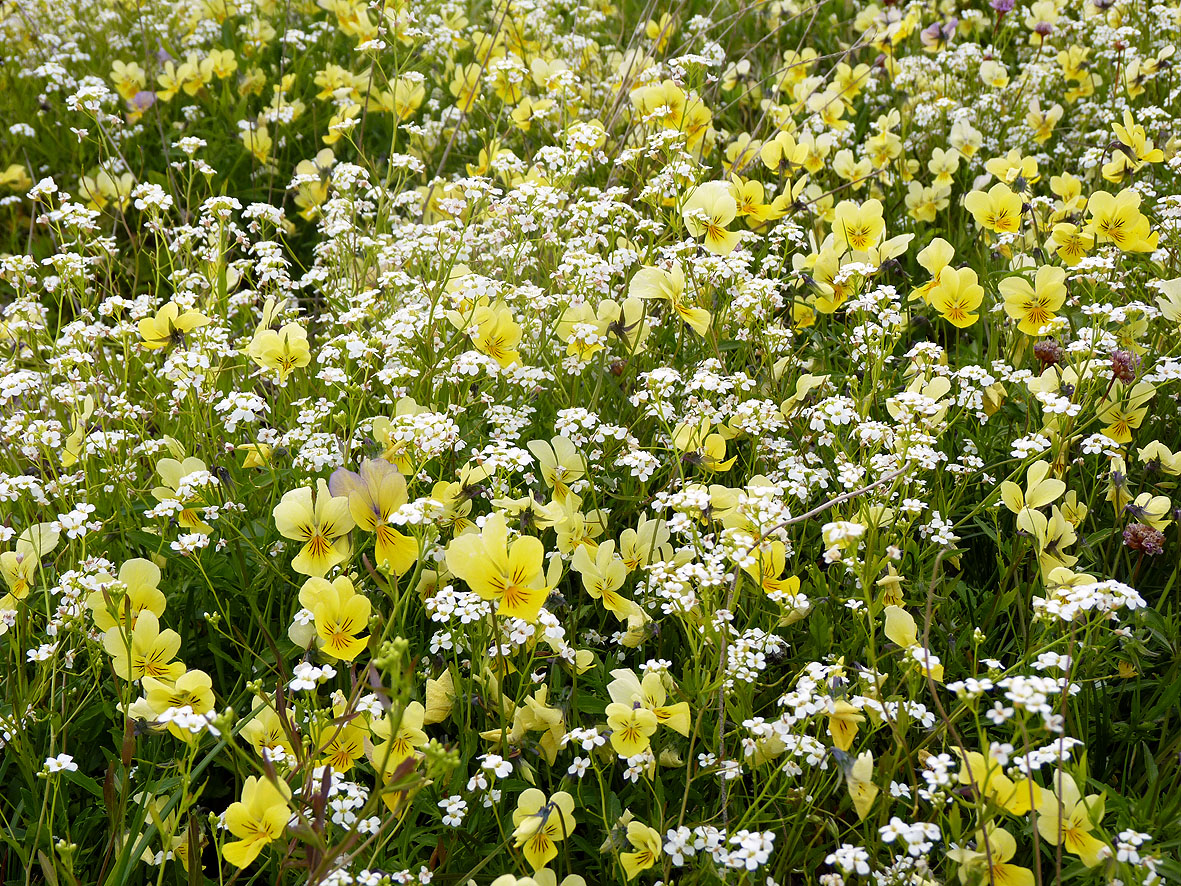
Planten
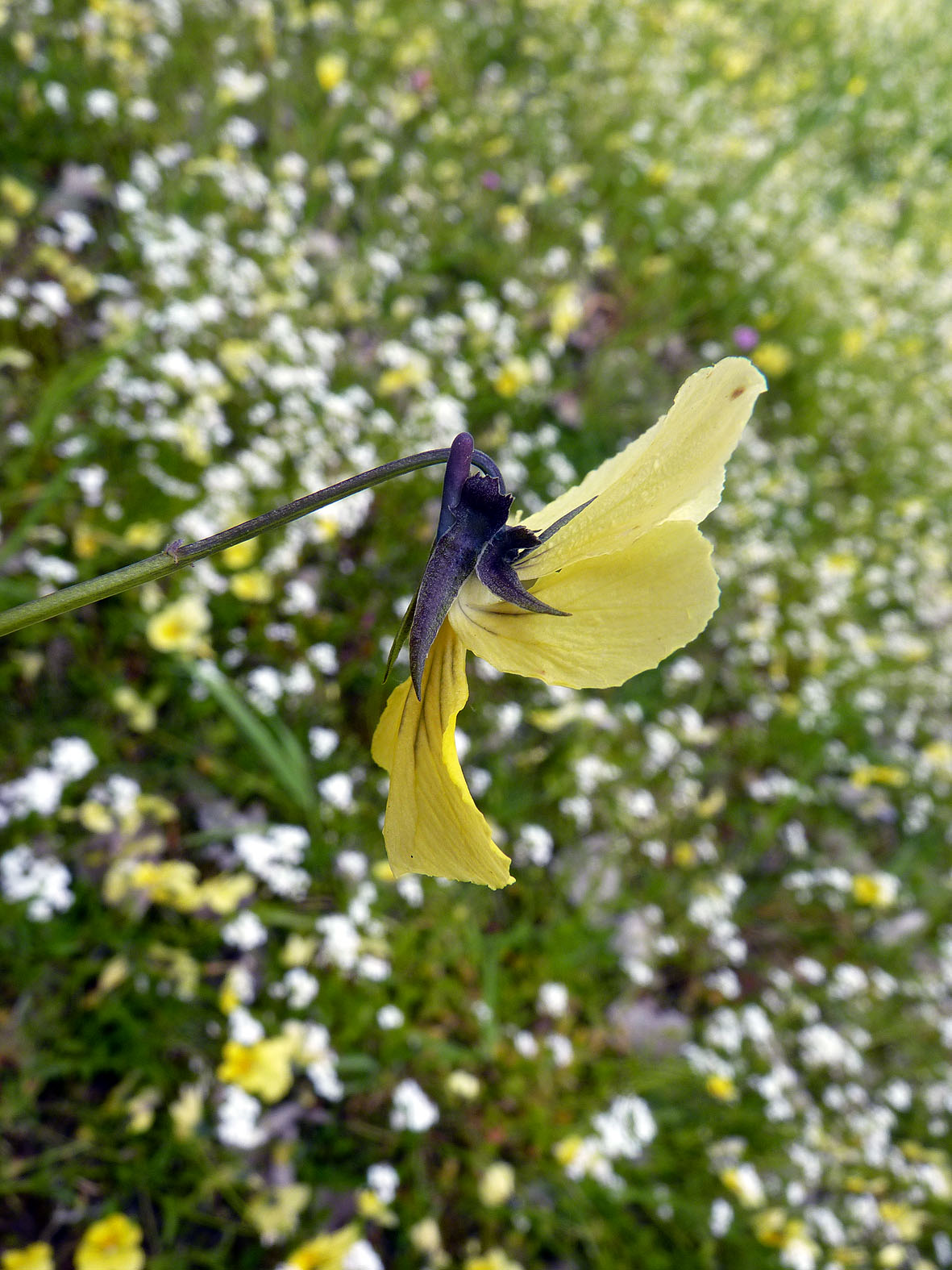
Kelk met spoor
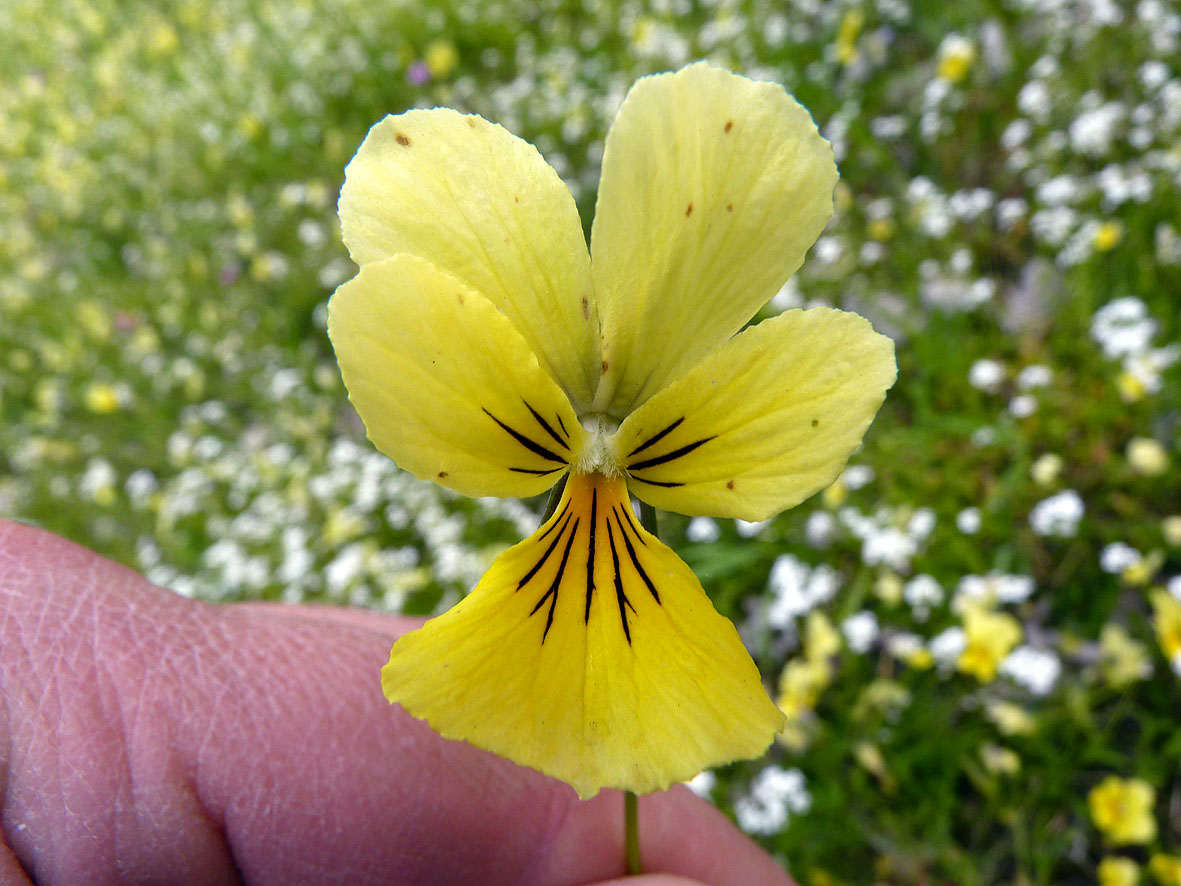
Bloem
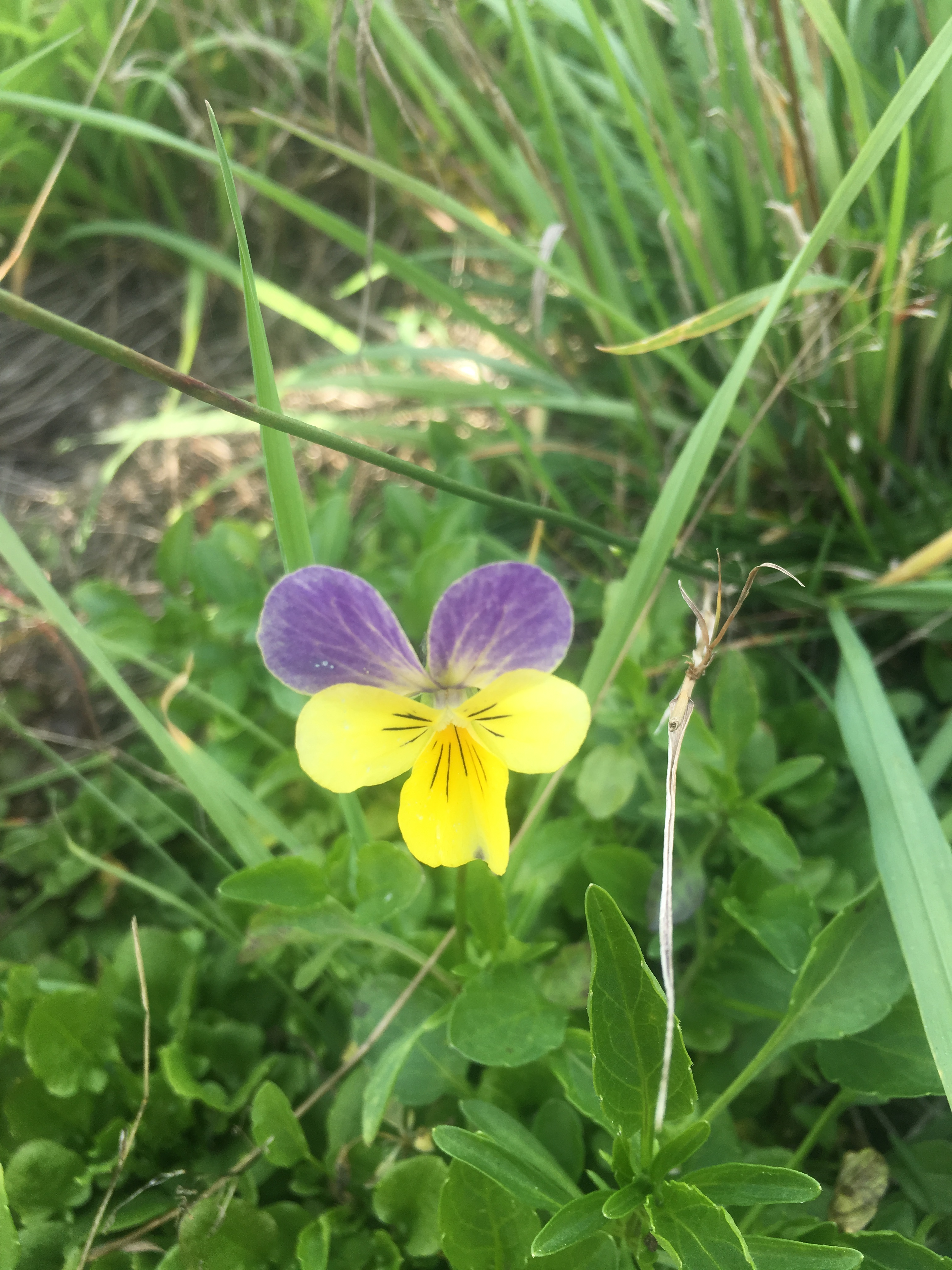
Bloem